# District de Grasse
Le district de Grasse était une division territoriale française du département du Var de 1790 à 1795.

## Composition
Il était composé de 11 cantons : Antibes, Bar-sur-Loup, Biot, Cannes, Châteauneuf, Conségudes, Grasse, Mougins, les Mujouls, Saint-Vallier et Seranon.

## Liens
- La région grassoise en 1789 et 1790